# Plano (Illinois)
Plano ist eine Stadt im Kendall County des Bundesstaates Illinois in den Vereinigten Staaten.
Die Stadt liegt innerhalb der Metropolregion Chicago. Das U.S. Census Bureau hat bei der Volkszählung 2020 eine Einwohnerzahl von 11.847 ermittelt.

## Geschichte
In den frühen 1860er Jahren begannen die Gebrüder Marsh mit der Produktion ihres Marsh Harvester in Plano. Von 1863 bis Anfang des zwanzigsten Jahrhunderts bildete die Plano Manufacturing Company, wie sie genannt wurde, die Grundlage für die Entwicklung von Plano.
Plano war der einstige Hauptsitz der Reorganisierten Kirche Jesu Christi der Heiligen der Letzten Tage. Joseph Smith III, der Sohn des getöteten Gründers der LDS-Bewegung, Joseph Smith Jr., zog 1866 nach Plano und leitete von dort aus die Druckerei der Kirche.
2011 wurden Teile des Films Men of Steel in Plano gedreht.

## Demografie
Nach einer Schätzung von 2019 leben in Plano 10.856 Menschen. Die Bevölkerung teilte sich im selben Jahr auf in 73,2 % Weiße, 10,7 % Afroamerikaner, 0,3 % amerikanische Ureinwohner, 0,8 % Asiaten und 2,5 % mit zwei oder mehr Ethnizitäten. Hispanics oder Latinos aller Ethnien machten  31,7 % der Bevölkerung aus. Das mittlere Haushaltseinkommen lag bei 73.233 US-Dollar und die Armutsquote bei 11,5 %.

## Sehenswürdigkeiten
In Plano befindet sich das von Mies van der Rohe zwischen 1945 und 1951 entworfen und errichtete Farnsworth House. Es ist als National Historic Landmark eingetragen.

## Persönlichkeiten
- Arthur E. Andersen (1885–1947), Unternehmer